# Ignatówka (województwo lubelskie)
Ignatówka – wieś w Polsce położona w województwie lubelskim, w powiecie biłgorajskim, w gminie Biłgoraj.
W latach 1975–1998 miejscowość administracyjnie należała do województwa zamojskiego.
Wieś wchodzi w skład sołectwa Ignatówka, Żelebsko w gminie Biłgoraj. Według Narodowego Spisu Powszechnego z roku 2011 wieś liczyła 77 mieszkańców i była 28. co do wielkości miejscowością gminy.
Wierni Kościoła rzymskokatolickiego należą do parafii św. Jadwigi Śląskiej w Hedwiżynie.

## Położenie
Ignatówka, obok Biłgoraja, jest małą wsią położoną na pograniczu Równiny Biłgorajskiej (mezoregion) i Roztocza Środkowego.Leży na terenie piaszczystym. Przeważają tu mało przydatne dla rolnictwa gleby bielicowe.

## Szlaki turystyczne
Rowerowy Szlak Białej Łady